# Шварц, Алексей Владимирович
Алексе́й Влади́мирович Шварц (фон-Шварц) (также фон Шварц 15 [27] марта 1874, Екатеринославская губерния — 23 сентября 1953, Буэнос-Айрес) — военный деятель, военный инженер-фортификатор Российской империи, генерал-лейтенант (1917). Автор ценных мемуаров.

## Биография
Из дворян Екатеринославской губернии, православного вероисповедания.
Образование: Екатеринославское реальное училище, Николаевское инженерное училище (1895), Николаевская инженерная академия (1902).

### Начало военной службы
В военную службу вступил 1 сентября 1892 года юнкером Николаевского инженерного училища (г. С.-Петербург). После окончания училища (по 1-му разряду), с августа 1895 года служил подпоручиком в 1-м Уссурийском железнодорожном батальоне на Дальнем Востоке. С 1898 года — поручик (старшинство с 07.08.1897), с 1901 года — штабс-капитан (старшинство с 07.08.1901).
В 1898—1902 годах учился в С.-Петербурге, в инженерной академии. Окончив (по 1-му разряду) два основных и дополнительный курс академии, 28 мая 1902 года был произведен в капитаны — с переводом в категорию «военные инженеры». Под руководством подполковника (будущего генерала) А. П. Шошина участвовал в инженерных работах в крепости Ломжа, спроектировал, по его собственной оценке, «удачный и оригинальный» проект, соединявшей форты крепостной ограды.

### Оборона Порт-Артура
Участник русско-японской войны. Во время войны в чине капитана служил военным инженером в крепости Порт-Артур, являлся одним из самых активных участников инженерных работ, проектирования и строительства оборонительных сооружений. Во время войны, за подвиги и боевые заслуги, был награждён пятью орденами, в том числе орденом Святого Георгия 4-й степени.
2 марта 1904 года военный инженер Квантунского областного инженерного управления капитан Шварц был назначен обер-офицером для делопроизводства и поручений железнодорожного отдела полевого штаба наместника Его Императорского Величества на Дальнем Востоке; 7-го июня 1905 года был отчислен от этой должности в распоряжение Главного инженерного управления.

### Служба в межвоенный период
С июля 1905 года — репетитор Николаевской инженерной академии и училища.
В 1906 году был назначен членом комиссии по приведению в порядок Приамурского военного округа, занимался инспекцией Владивостокской крепости, многие его предложения были использованы при разработке плана усиления этой крепости в 1910 году.
8 января 1907 года был произведен в подполковники со старшинством с 26.11.1906.
С октября 1907 года — член Военно-исторической комиссии при Главном управлении Генерального штаба (ГУГШ) по описанию действий русско-японской войны. Член главного крепостного комитета Военного министерства.
С 26 марта 1909 года — штатный преподаватель Николаевской инженерной академии и Николаевского инженерного училища.
В 1909 году выступил против плана военного министра В. А. Сухомлинова по ликвидации крепостей Новогеоргиевск, Варшава, Ивангород и Зегрж близ западной границы Российской империи.
Автор многочисленных работ по военно-инженерной проблематике, в том числе книг «Оборона Порт-Артура» (в двух частях; СПб., 1908—1910, в соавторстве с Ю. Д. Романовским), «Влияние данных борьбы за Порт-Артур на устройство сухопутных крепостей» (СПб., 1910). Автор новых идей в области крепостного строительства. Публиковал статьи в «Инженерном журнале», «Военном голосе», «Русском инвалиде», ряд его работ были переведены на иностранные языки. Входил в состав редакции «Военной энциклопедии».
6 декабря 1910 года произведен в полковники.

### Первая мировая война

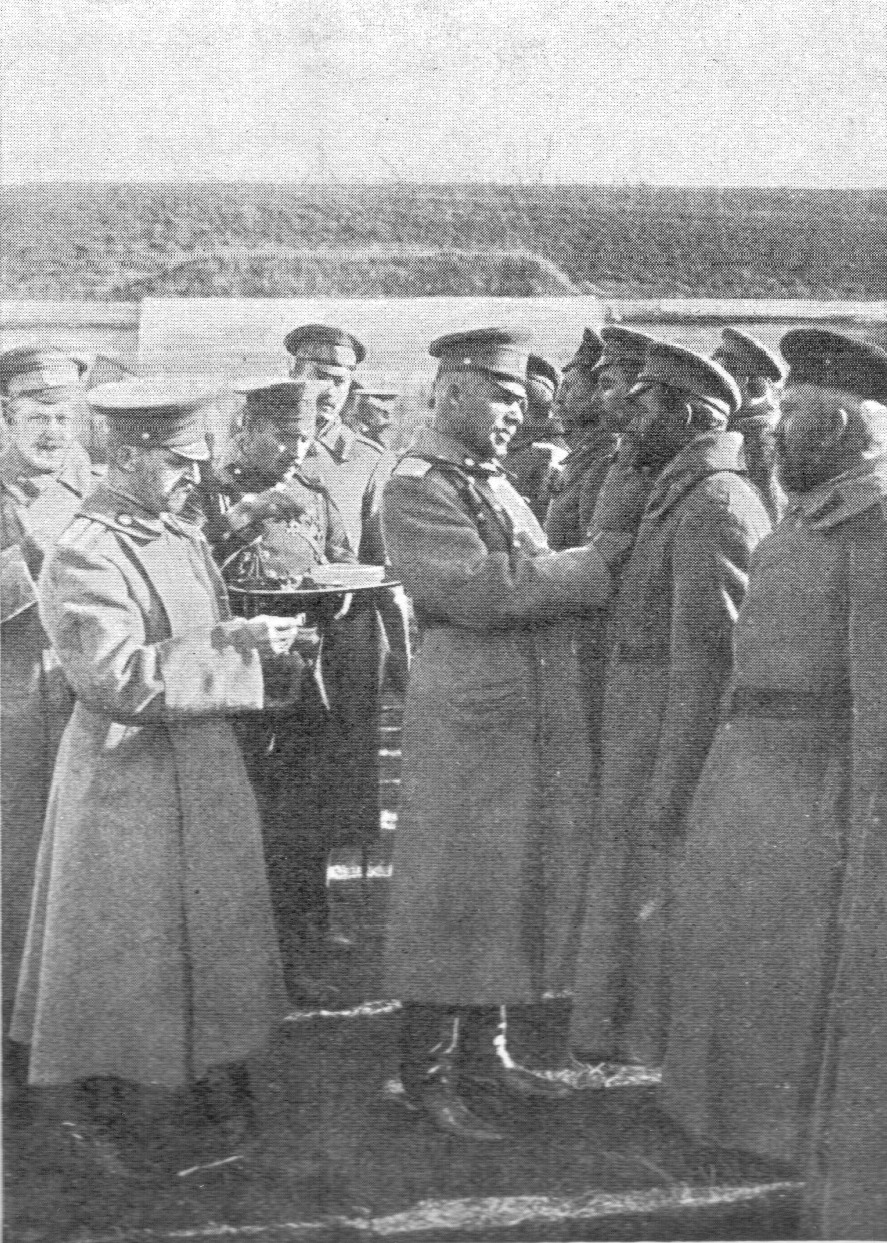
Генерал-майор А.В. фон-Шварц вручает Георгиевские кресты и медали нижним чинам гарнизона крепости Ивангород 17 октября 1914 года, на 4-й день после отступления германцев.

С началом Первой мировой войны штатный преподаватель Николаевской инженерной академии и училища полковник фон-Шварц был командирован в состав гарнизона Ивангородской крепости и в августе 1914 года был допущен к исправлению должности коменданта Ивангородской крепости. Осенью 1914 года успешно руководил её обороной от германских и австро-венгерских войск (противник не смог взять крепость, а после контрнаступления русских войск был вынужден отступить), после чего был произведен (за боевые отличия) в генерал-майоры, с утверждением в должности коменданта крепости, и награждён 31 октября 1914 года Георгиевским оружием.

Комендант крепости Ивангород генерал-майор фон-Шварц с сослуживцами.

В июле 1915 года вновь успешно руководил обороной Ивангорода. В связи с общим отступлением русской армии, получив соответствующий приказ, организованно эвакуировал гарнизон крепости и его имущество (в том числе орудия крепостной артиллерии), а затем организовал взрыв укреплений. При этом сам Шварц считал эвакуацию преждевременной, считая необходимым продолжение обороны.
С ноября 1915 года — комендант Карсской крепости, с июля 1916 года — начальник Трапезундского укрепрайона. Отличился в боях на Кавказском фронте во время наступления под командованием генерала Н. Н. Юденича.
После Февральской революции 1917 года был назначен исправляющим должность начальника Главного военно-технического управления (22 марта 1917), а в августе того же года, за отличия по службе, произведен в чин генерал-лейтенанта.

### Деятельность во время Гражданской войны
После прихода к власти большевиков фон-Шварц вступил в красные вооружённые формирования для того, чтобы остановить продвижение германских войск, приступивших к операции «Ударный кулак» («Фаустшлаг»), на Петроград. До заключения Брестского мира занимал должность военного руководителя Северного участка завесы и Петроградского района. Затем был вызван Л. Д. Троцким в Москву, но, не желая служить в Красной армии РСФСР, в марте 1918 года вместе с женой выехал на Украину как уроженец этой страны.
При гетмане Скоропадском жил в Киеве. Был женат вторым браком на дочери чиновника — Антонине Васильевне Прейс, детей не имел. После свержения в конце 1918 года гетманского режима переехал в Одессу.
В марте 1919 года командование французских войск, занимавших город, назначило его военным генерал-губернатором Одессы и командующим всеми южно-русскими (проукраинскими) войсками в Одесском районе и выслало из города воинских начальников, назначенных командованием Вооружённых сил Юга России. Шварц принял должность без согласования с командованием Вооружённых сил Юга России. Действия французов и генерала Шварца вопреки желаниям генерала А. И. Деникина вызвали протест последнего; представители Добровольческой армии в Одессе также не признали назначения Шварца.
В начале апреля 1919 года французские войска эвакуировались из Одессы. Шварц эвакуировался вместе с ними в Константинополь, затем эмигрировал в Италию.

### Первые годы эмиграции
В первые годы эмиграции жил в Италии и во Франции, опубликовал на французском языке воспоминания об обороне Ивангорода (в 1969 году они были изданы в Париже на русском языке под названием «Ивангород в 1914-15 гг. Из воспоминаний», перевод Фёдора Гучкова).
В 1922 году Шварц выступил инициатором крупномасштабного литературного проекта «Роль России в Великой войне». Предполагалось, что русское издание будет сейчас же переведено на французский язык и послужит для широкого ознакомления союзных народов с тем, что было сделано русским командованием в общем деле войны с немцами. Генералы Палицин, Гулевич, Ростовцев, Е. К. Миллер, писатели Куприн и Бунин дали согласие принять участие в этой работе. Проект не был реализован по финансовым причинам.

### Деятельность в Аргентине
В 1923 году выехал в Аргентину, где как гражданское лицо в течение многих лет был профессором фортификации в Escuela Superior le Guerra (аналог Академии Генерального штаба) и Curso superior del Collego Militar (аналог Инженерной и Артиллерийской академий). Фон-Шварц в короткие сроки выучил испанский язык и лекции читал по-испански. Одним из его учеников был будущий президент Аргентины Хуан Доминго Перон.
В 1924 году издал на испанском языке начатое ещё в Париже исследование «Крепости до, во время и после войны», в котором анализировал историю штурмов и обороны Льежа, Намюра, Антверпена, Новогеоргиевска и Ковно во время Первой мировой войны. В 1926 году опубликовал также на испанском языке капитальный труд «Прошлое и настоящее долговременной фортификации и её применение к обороне государства». Позднее эта книга была переведена на французский (в Париже) и русский (в СССР) языки. Был автором большого количества других научных работ. Всего опубликовал 7 томов больших научных работ по проблемам организации обороны страны, автор 25 отдельных исследований, опубликованных в аргентинских военных журналах, и десяти изобретений в военной и гражданской (дорожное строительство) сферах. Мемуарист.
Умер в 1953 году в Буэнос-Айресе; похоронен там же на кладбище Реколета.

## Труды
- Оборона Порт-Артура. C.Петербург, 1908. (Вместе с Ю. Романовским).
- Influence of the experience of the siege of Port Arthur upon the construction of modern fortresses. (U. S. General staff, 2d Military information division.)
- Отчёт о действиях гарнизона крепости Ивангород во время боев в августе, сентябре и октябре месяцах 1914 года. Артиллерийский журнал, 1919, № 1-2. Стр. 139—167.
- Оборона Ивангорода в 1914—1915 гг. Из воспоминаний коменданта крепости А. В. Шварца. Пер. с франц. А. А. Крживицкий. М. Главное военно-инженерное управление, 1922. 96 стр.
- Ивангород в 1914—1915. Париж. Военно-историческое издательство «Танаис». 1969. Скачать.
- Las Fortalezas antes, en y después de la Gran Guerra. Buenos Aires. 1924. Biblioteca del Oficial.
- El pasado y el presente de la fortificacion permanente. Buenos Aires. 1926. Biblioteca del Oficial.
- Preparando la ofensiva esté listo para la defensa: estudio del empleo estratégico de la fortificación. Buenos Aires, 1931—1938. 2 v.
- La defensa del littoral del estado. Buenos Aires. 1940. (Совместно с полковником Иваном А. Гавриловым.)

## Награды
- Орден Святой Анны 3-й степени с мечами и бантом (ВП 11.09.1905, стр. 5);
- Орден Святой Анны 4-й степени с надписью «За храбрость» (ВП 11.09.1905, стр. 11);
- Орден Святого Станислава 3-й степени с мечами и бантом (ВП 11.09.1905, стр. 19);
- Орден Святого Георгия 4-й степени (ВП 28.09.1905),

 «Военному инженеру, капитану Алексею фон-Шварцу, за построение, под огнём неприятеля, моста через горжевой ров форта № 3 и за успешное ведение минных и контр-апрошных работ против головы японской сапы, чем значительно задержал движение неприятеля, направлявшегося на сказанный форт.»— Выс. пр. от 28.09.1905
;
- Орден Святого Станислава 2-й степени с мечами (ВП 23.10.1905);
- Серебряная медаль «В память русско-японской войны» (1906);
- Орден Святой Анны 2-й степени (ВП 06.12.1910);
- Орден Святого Владимира 4-й степени с бантом (1912[7]; за выслугу лет);
- Светло-бронзовая медаль «В память 100-летия Отечественной войны 1812» (1912);
- Светло-бронзовая медаль «В память 300-летия царствования дома Романовых» (1913);
- Офицерский крест «За Порт-Артур» (1914);
- Георгиевское оружие (ВП 08.11.1914),

 «За отличия в делах против неприятеля.»— Выс. пр. от 08.11.1914
;
- Орден Святого Владимира 3-й степени (ВП 28.09.1915);
- Орден Святого Станислава 1-й степени с мечами (ВП 17.11.1915).